# نبتیا
نبتیا (انگلیسی: Nebetia) یک شاهدخت در مصر باستان در دوران حکمرانی دودمان هجدهم مصر بود. وی نوهٔ فرعون تحوتموس چهارم و دختر شاهزاده سیاتوم بود. دلیل سرشناسی او آن است که وی یکی از معدود نمونه‌هایی است که یک نوهٔ فرعون لقب «دختر پادشاه» - معادل «شاهدخت» در مصر باستان - را دارد که معمولاً فقط به زنانی تعلق داشت که پدرانشان واقعاً حکومت می‌کردند.
برچسب مومیایی که عنوان او و نام پدرش را بیان می‌کند یکی از دو منبع وجود دربارهٔ پدرش شاهزاده سیاتوم است. این برچسب در دخمه‌ای در گورستان شیخ عبدالقرنه یافت شد. مومیایی نبتیا - همراه با چندین نفر دیگر - در طول دودمان بیست و یکم مصر دوباره دفن شده بود، اما مقبره قبل از کشف آن در سال ۱۸۵۷ مورد سرقت و غارت قرار گرفته بود.